# Marian Kowalski (regionalista)
Marian Kowalski (ur. 17 sierpnia 1921 w Międzyrzecu Podlaskim, zm. 30 kwietnia 1996 w Warszawie) – pułkownik LWP, numizmatyk, działacz społeczny w Międzyrzecu Podlaskim. 
W latach 1944-1972 służył w wojsku w Korpusie Oficerów Kwatermistrzów, dochodząc do stopnia pułkownika. Równolegle uzupełniał wykształcenie najpierw na Akademii Nauk Politycznych w Warszawie, a następnie w Szkole Głównej Planowania i Statystyki (SGPiS). W 1970 uzyskał tytuł doktora nauk humanistycznych na Uniwersytecie Wrocławskim.
Po zakończeniu kariery wojskowej poświęcił się pracy naukowej oraz społecznej na rzecz założonego w 1968 roku przy swoim udziale Towarzystwa Przyjaciół Nauk w Międzyrzecu Podlaskim, którego był wieloletnim prezesem. Był również naczelnym oraz naukowym redaktorem wydawanego przez towarzystwo Rocznika Międzyrzeckiego.

## Dorobek naukowy
Książki wydane przez ogólnopolskie wydawnictwa:
- Ilustrowany katalog banknotów polskich (1967, 1973, 1977, 1981)
- Vademecum kolekcjonera monet i banknotów (1980, 1988) ISBN 83-04-02598-1
- Strażackie odznaczenia, odznaki, wyróżnienia i medale (1988) ISBN 83-202-0665-0

Książki wydane przez Towarzystwo Przyjaciół Nauk w Międzyrzecu Podlaskim:
- Znaki pieniężne ZSRR: 1917–1982 (1983) ISBN 83-00-00861-6
- Medale, odznaki, biżuteria, numizmatyka i filatelistyka powstania styczniowego (1987) ISBN 83-00-02325-9
- Portret Henryka Sienkiewicza w medalierstwie, rzeźbie, numizmatyce i filatelistyce (1989) ISBN 83-85097-00-7
- Portret Marii Konopnickiej w medalierstwie, rzeźbie, numizmatyce i filatelistyce (1990) ISBN 83-85097-01-5
- Pocztówki Międzyrzeca Podlaskiego (1995) ISBN 83-85097-08-2

Opublikował również 181 artykułów naukowych. 

## Ordery i Odznaczenia
- Krzyż Oficerski Orderu Odrodzenia Polski (1991)
- Krzyż Kawalerski Orderu Odrodzenia Polski (1982)
- Złoty Krzyż Zasługi (1967)
- Srebrny Krzyż Zasługi (1949)
- Medal Komisji Edukacji Narodowej (1977)
- Odznaka „Zasłużony Działacz Kultury” (1977)

oraz wiele innych odznaczeń, odznak i dyplomów honorowych.